# Super Bowl XXIV
O Super Bowl XXIV foi a partida que decidiu a temporada de 1989 da NFL, realizada no Louisiana Superdome, em Nova Orleães, na Luisiana, no dia 28 de janeiro de 1990. Na decisão, o San Francisco 49ers, representante da NFC, bateu o Denver Broncos, representante da AFC, por 55 a 10, garantindo o seu segundo título consecutivo, o quarto Super Bowl na história da franquia. O MVP da partida foi o quarterback do time vencedor, Joe Montana. San Francisco se tornou o primeiro time a vencer dois títulos de Super Bowl seguidos com dois treinadores diferentes; o técnico novato George Seifert havia assumido o cargo após Bill Walsh se aposentar depois da vitória no ano anterior.
Os 49ers haviam terminado a temporada regular de 1989 com quatorze vitórias e duas derrotas. Os Broncos, que tinham vencido onze de dezesseis partidas no ano, estavam tentando evitar repetir a marca do Minnesota Vikings de ter perdido quatro Super Bowls e também o recorde dos Vikings de ter perdido três finais em quatro anos.
Este jogo continua sendo o mais desigual, em termos de pontos marcados, da história do Super Bowl. Os 55 pontos feitos por San Francisco foi a maior quantidade de pontos anotados por uma equipe num Super Bowl e a margem da vitória de 45 pontos foi também a maior da história. Além disso, estabeleceu o recorde e ainda é o jogo com a maior diferença no total de jardas ofensivas com 294 (San Francisco teve 461 jardas contra os 167 de Denver). Os 49ers também são o único time a marcar pelo menos oito touchdowns em um Super Bowl e ao menos dois touchdowns em cada quarto (o único erro foi uma tentativa perdida de ponto extra que ocorreu no final do primeiro quarto).
O quarterback do San Francisco, Joe Montana, foi nomeado como o MVP do Super Bowl, sendo a terceira vez que ele recebeu esta honraria no seu quarto título total de Super Bowl. Ele completou cerca de 22 dos 29 passes para 297 jardas e lançou para cinco touchdowns, correndo também para 15 jardas. O percentual de acerto de passe de Montana foi de 75,9%, a segunda melhor marca da história do Super Bowl, e também anotou outro recorde com treze passes completados seguidos no jogo. Ele ainda quebrou mais dois outros recordes de Super Bowl estabelecidos por Terry Bradshaw: mais passes lançados para touchdown, sendo 5 (a melhor marca anterior era de 4  de Bradshaw) e mais passes para touchdown num jogo do Super Bowl: 11 (quebrando a marca de Bradshaw de 9). Montana se tornou o terceiro jogador na história da liga a vencer o prêmio de MVP do Super Bowl e também o de AP Jogador Mais Valioso da temporada, junto com Bart Starr e Terry Bradshaw que alcançaram tal marca em 1966 e 1978, respectivamente.

## Pontuações
1º Quarto
- SF -  TD: Jerry Rice, passe de 20 jardas de Joe Montana (ponto extra: chute de Mike Cofer) 7-0 SF
- DEN - FG: David Treadwell, 42 jardas 7-3 SF
- SF -  TD: Brent Jones, passe de 7 jardas de Joe Montana (ponto extra: chute falhou) 13-3 SF

2º Quarto
- SF -  TD: Tom Rathman, corrida de 1 jarda (ponto extra: chute de Mike Cofer) 20-3 SF
- SF -  TD: Jerry Rice, passe de 38 jardas de Joe Montana (ponto extra: chute de Mike Cofer) 27-3 SF

3º Quarto
- SF -  TD: Jerry Rice, passe de 28 jardas de Joe Montana (ponto extra: chute de Mike Cofer) 34-3 SF
- SF -  TD: John Taylor, passe de 35 jardas de Joe Montana (ponto extra: chute de Mike Cofer) 41-3 SF
- DEN - TD: John Elway, corrida de 3 jardas (ponto extra: chute de David Treadwell) 41-10 SF

4º Quarto
- SF -  TD: Tom Rathman, corrida de 3 jardas (ponto extra: chute de Mike Cofer) 48-10 SF
- SF -  TD: Roger Craig, corrida de 1 jarda (ponto extra: chute de Mike Cofer) 55-10 SF